# 长裂葛萝槭
长裂葛萝槭（学名：Acer grosseri var. hersii）为槭树科槭属下的一个变种。

## 扩展阅读
- 維基物種上的相關：长裂葛萝槭